# Basgitaar

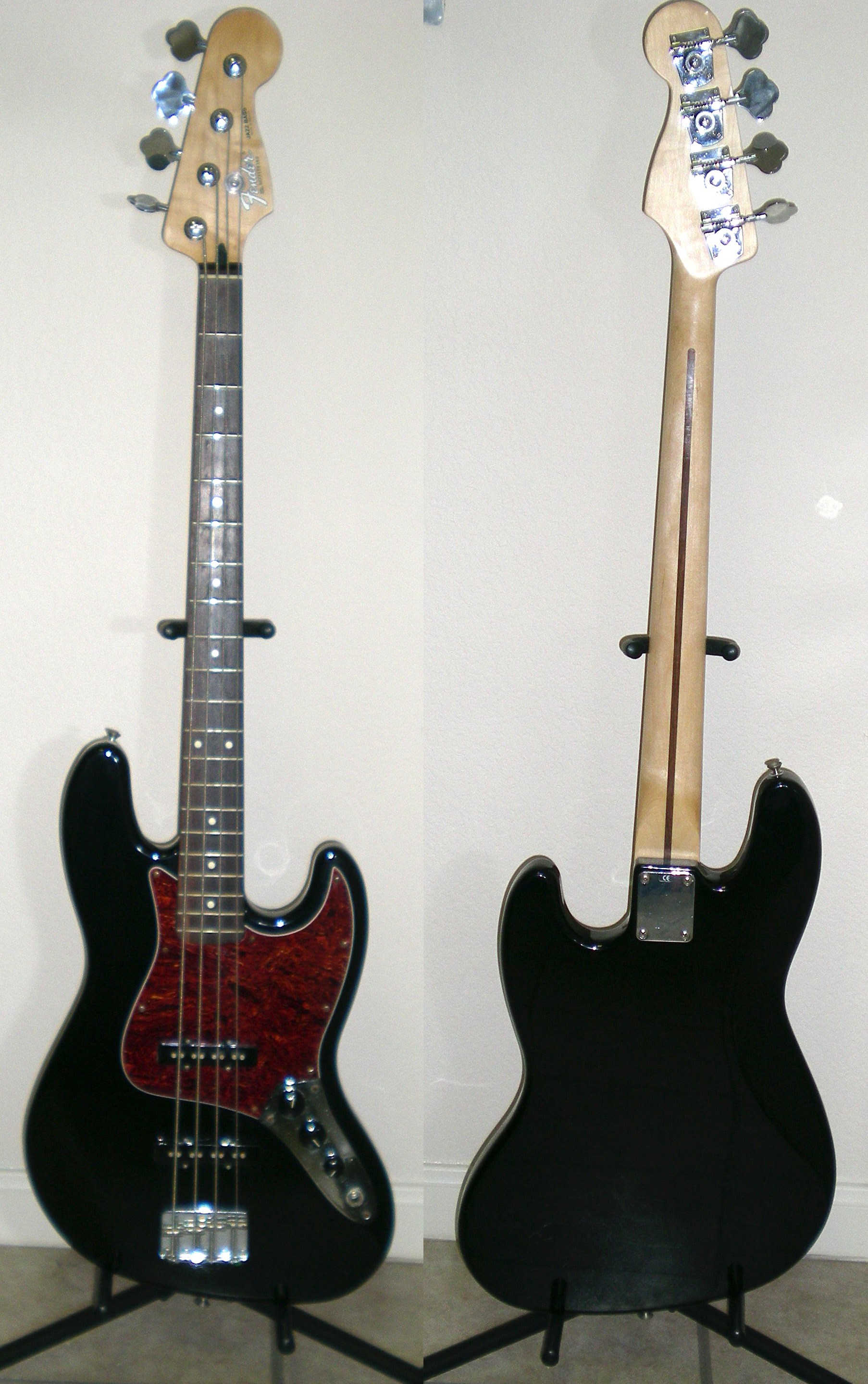
Een Fender Jazz Bass

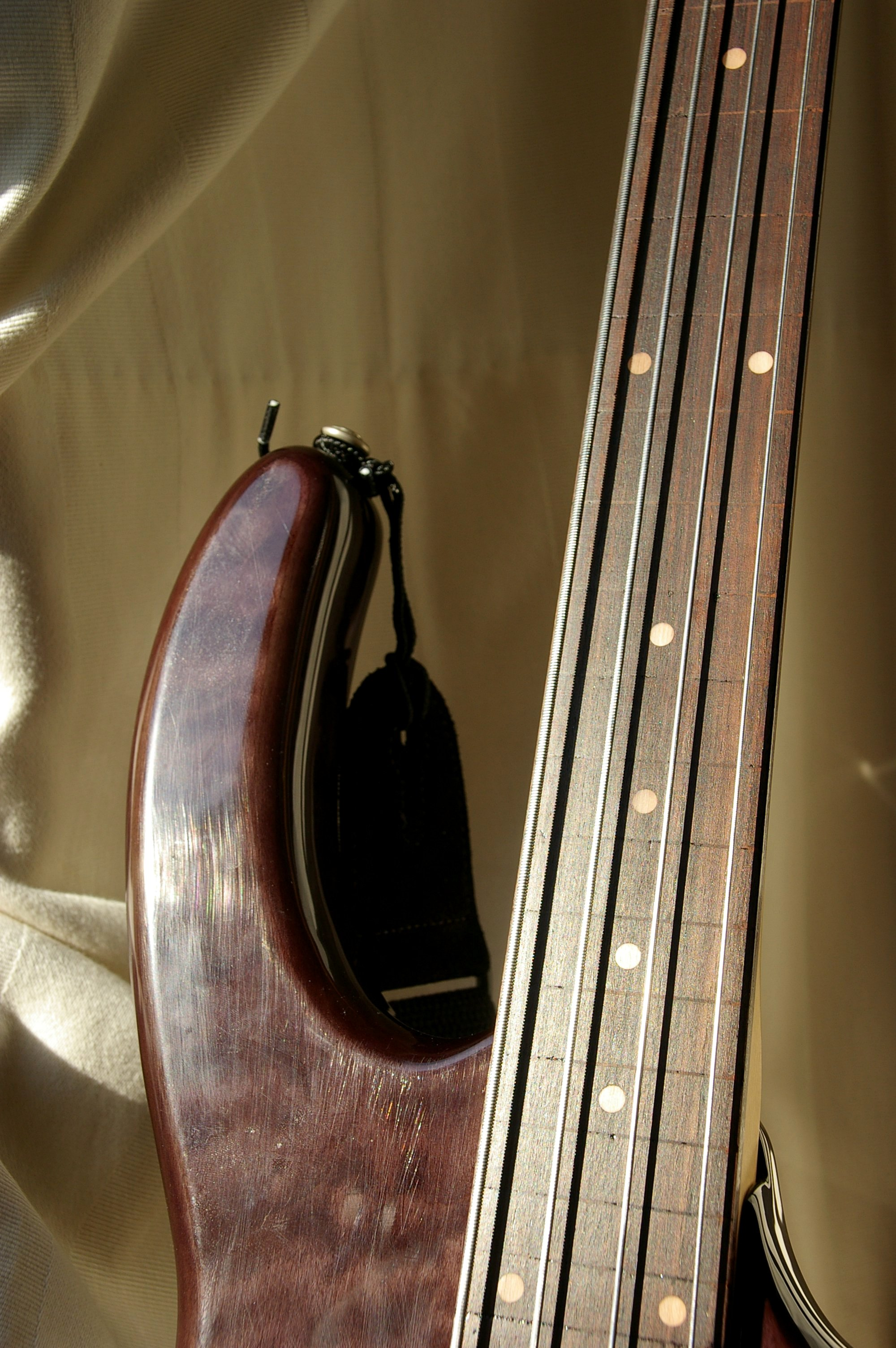
Fretloze basgitaar

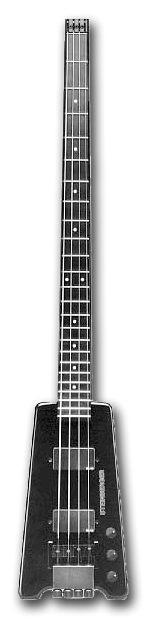
De Steinberger headless basgitaar

De basgitaar is een (doorgaans viersnarig) snaarinstrument dat in vele vormen van moderne niet-klassieke muziek wordt gebruikt. De stemming is standaard ’E – ’A – D – G; zoals een contrabas en gelijk aan de laagste vier snaren van een gitaar, maar dan een octaaf lager. Meestal wordt een basgitaar uitgevoerd met frets, hoewel fretloze basgitaren ook bestaan.
De ontwikkeling van de basgitaar heeft een grote invloed gehad op het ontstaan van rock- en popmuziek, en op de ontwikkeling van met name de jazz. De basgitaar is een deel van de ritmesectie en vormt een brug tussen ritmiek (drums) en harmonie (akkoordinstrumenten zoals piano en gitaar). De relatie tussen en samensmelting van bas enerzijds en bassdrum, snaredrum en hihat anderzijds maakt wat een partij doet 'grooven'.
De meeste basgitaren zijn elektrisch of semi-akoestisch, maar er bestaan ook akoestische basgitaren. Die zijn zonder versterking echter niet bruikbaar in ensembles. In mariachi-orkesten wordt wel een gitarron (mexicano) gebruikt, een zessnarige akoestische basgitaar met een zeer grote klankkast. De klank lijkt op die van een pizzicato bespeelde contrabas.

## Ontstaan
De basgitaar werd ontwikkeld in de jaren dertig. Tot die tijd was het belangrijkste basinstrument de contrabas, die echter wegens zijn grootte slecht transportabel was. De eerste elektrische basgitaar werd in 1936 gebouwd door Audiovox Manufacturing Company uit Seattle, maar was geen succes.
Leo Fender ontwikkelde vervolgens een basgitaar die hij afleidde van zijn elektrische gitaar de Fender Telecaster. Fender bedoelde het instrument als vervanging van de contrabas, die hij spottend 'hondenhok' noemde. Anders dan bij de contrabas het geval is, was het nieuwe instrument voorzien van frets. Die maken het gemakkelijker om de precieze toonhoogte te treffen en daarom noemde Leo Fender zijn basgitaar Precision Bass (precisiebas).
De Fender Precision Bass kwam 1951 op de markt en was de eerste in serie geproduceerde elektrische basgitaar ter wereld. Onder jazzmusici sloeg hij aanvankelijk niet aan, maar de popmuziek, die in opkomst was, omarmde het instrument en maakte het tot een enorm commercieel succes. Fabrikant Fender had in de jaren vijftig en zestig zo'n dominante marktpositie, dat de basgitaar in die periode op menig platenhoes werd vermeld als Fender bass. De Fender Precision Bass wordt nog steeds gebouwd en is in feite de grootvader van de huidige basgitaren.

## De traditionele basgitaar
De basgitaar is afgeleid van de gitaar, en bestaat derhalve uit een corpus (doorgaans massief, maar akoestisch of semi-akoestisch komt ook voor), een hals en een kop met stemmechanieken. De vorm van het corpus wordt bepaald door eisen van comfort en door de wens een goede balans te bereiken. Een basgitarist speelt doorgaans staand, waarbij de basgitaar aan een schouderriem hangt. Door de lange hals en de zware stemmechanieken treedt een groot hefboomeffect op, wat doorgaans wordt tegengegaan door de draagriem aan een lange uitloper van het corpus te bevestigen. Constructies waarbij de mechanieken in het corpus zijn gebouwd ('headless') kennen dit probleem niet en kunnen zonder zo'n uitloper worden uitgevoerd.
Net als een gitaar is de traditionele basgitaar voorzien van frets. Sommige basgitaren zijn echter fretloos uitgevoerd.
De vier snaren zijn standaard in E-A-D-G gestemd, een octaaf lager dan de laagste vier snaren van een gitaar. Deze stemming komt overeen met die van de contrabas, waarvan de rol in de lichte muziek door de basgitaar is overgenomen. Ook de drop-D-stemming komt voor, waarbij de E-snaar omlaag is gestemd naar een D.

## Andere typen
Naast de traditionele viersnarige basgitaren bestaan ook vijf-, zes- en negensnarige basgitaren. Vijfsnarige basgitaren zijn doorgaans in B-E-A-D-G of in E-A-D-G-C gestemd. Zessnarige basgitaren zijn in B-E-A-D-G-C of als gitaar E-A-D-G-B-E gestemd. Die laatste wordt ook wel aangeduid als gitaarbas. Fender ontwierp een van de eerste basgitaren van dit type, de Fender Bass VI, als aantrekkelijk model voor gitaristen. De Bass VI heeft een hals die meer als die van een gitaar aanvoelt; de mensuur is korter en de gebruikte snaren zijn dunner dan bij andere bassen.
Er bestaan ook basgitaren met meerdere snaren (zoals acht-, tien- en twaalfsnarige gitaren), maar dit zijn dan meestal gewoon vier- (of meersnarige) basgitaren met voor elke snaar een snaar er vlak naast die een octaaf hoger is gestemd. Dit type basgitaar is zeldzaam en wordt meestal alleen op bestelling gebouwd. Andere vormen zijn de baritongitaar, die qua toonhoogte tussen de elektrische gitaar en de basgitaar in zit. Deze is doorgaans gestemd als B-E-A-D-F#-B.

## Het gebruik van de basgitaar
Net als de elektrische gitaar en het drumstel bestaat de basgitaar feitelijk nog maar kort. De techniek op de basgitaar heeft zich de afgelopen decennia op stormachtige wijze ontwikkeld en de basgitaar is onmisbaar in allerlei genres. De eerste basgitaren hadden frets, net als de gitaar en men kon een plectrum gebruiken bij het bespelen ervan, wat een contrabassist niet snel zal doen. Leo Fender was er bij het ontwerpen van de Precision Bass echter van uitgegaan dat bassisten de snaren met hun duim zouden gaan plukken en had daarom een vingersteun gemonteerd ("tug bar") waar de bassist zijn wijs- en middelvinger achter kon plaatsen. Op veel oude Fenderbassen zijn de schroefgaten daarvoor nog terug te vinden. De vingersteun zat bij andere speelstijlen in de weg en werd dus vaak verwijderd. Al gauw ontstond de meest gebruikte speelstijl, die met de vingers, waarbij de duim vaak op een element, een duimsteun of het einde van de toets rust. Dit nodigde uit tot veel meer experimenten met de klank van het instrument. Het plukken aan en hameren op de snaren, waarbij de snaren bij de aanzet van de noot hard tegen de frets klappen, het zogenaamde slappen, geven een percussief geluid, dat veel gebruikt wordt in stijlen als funk, soul en fusion. Enkele slappers zijn Fieldy, Mark King, Victor Wooten, Marcus Miller, Flea en de uitvinder van het slappen, Larry Graham.
Victor Wooten wordt wel beschouwd als de uitvinder van de zgn. dubbeleduimtechniek. Hierbij wordt de duim op een vergelijkbare manier gebruikt als het plectrum. Afgewisseld met het plukken van de snaren door de vingers kunnen hiermee virtuoze effecten worden bereikt. Ook het gedempt spelen (door de handpalm bij de brug tegen de snaren te drukken) met de duim geeft een specifiek, introvert geluid. Een bekend bassist die deze techniek gebruikt is Sting. Veel bassisten maken ook graag gebruik van de mogelijkheden van boventonen (flageolet) op de bas, door een snaar op een bepaald punt gedeeltelijk af te dempen.
De jazzscene, waar de contrabas decennialang een zelden ontbrekend instrument was, begon in de jaren zestig te experimenteren met het gebruik van de elektrische basgitaar. Dit leidde mede tot baanbrekende opnamen, waarin een nieuw geluid werd gezocht, zoals in Miles Davis' album Bitches Brew (1970). Een van de gevolgen van het gebruik van de elektrische basgitaar onder jazzmuzikanten was dat ook contrabassisten, die gewend zijn aan het ontbreken van frets, de basgitaar oppakten. Een aantal spelers ging ertoe over om te frets uit de hals te verwijderen. Een voorbeeld hiervan is de zeer invloedrijke bassist Jaco Pastorius, vooral bekend door zijn lidmaatschap van de toonaangevende formatie Weather Report. Zonder frets kan het voor de contrabas kenmerkende zingende geluid worden bereikt. Sindsdien brengen fabrikanten ook fretloze bassen uit. De basgitaar kan nu in de jazz zelfs worden waargenomen in traditionele ensembles als de bigband.

## Versterking en klank
Akoestische basgitaren kunnen onversterkt gebruikt worden, mits de klankkast groot genoeg is. Ze zijn meestal wel uitgerust met een piëzo-elektrisch versterkingselement. Voor de elektrische basgitaar is versterking noodzakelijk, omdat het instrument zelf nauwelijks volume geeft.
De klank van de basgitaar wordt voor een groot deel bepaald door de gebruikte snaren, elementen en elektronica, en door de wijze waarop de snaren worden bespeeld met vingers, dan wel de duim of het plectrum. Bij akoestische basgitaren hebben daarnaast de constructie en gebruikte houtsoorten invloed; bij elektrische basgitaren nauwelijks. Uiteraard speelt ook de manier van aanslaan (strummen, plukken, slappen) en afdempen een grote rol in de klankopbouw.
Ook het type versterker en luidspreker hebben invloed op het geluid. Globaal zijn er drie typen versterkers: buizenversterkers met buizen in voor- én eindversterker, hybride versterkers met een buizenvoorversterker en een transistoreindversterker, en volledige transistorversterkers. Luidsprekers variëren in maat van 4 inch (PJB) tot 18 inch en worden met een of meer exemplaren in een kast gebouwd. Gangbare samenstellingen zijn 2×10, 4×10, 6×10, 8×10, 2×12, 1×15 en 1×18. De meeste luidsprekerkasten voor basgitaar zijn ook voorzien van een hogetonenluidspreker, dikwijls met regelbare verzwakking. In sommige basversterkers zijn de luidsprekers en (voor- en eind)versterker in één kast gebouwd; men spreekt in dat geval van een 'combo'.

### Snaren
Basgitaarsnaren kunnen van verschillende materialen gemaakt zijn. Voor elektrische basgitaren met magnetische elementen moeten ze van een magnetiseerbaar metaal zijn. Vooral roestvrij staal en nikkel worden veel gebruikt. De snaren bestaan uit een kern waaromheen een draad is gewikkeld. Is deze draad plat, dan wordt gesproken van een flatwound snaar. Is de wikkeldraad rond, dan gaat het om een roundwound snaar. Voor akoestische basgitaren kunnen eventueel ook nylon snaren gebruikt worden.
Als de snaren nieuw zijn, hebben ze een rijke en gelijkmatige klank. Doordat de dikte en dus het gewicht van elk deel van de snaar even groot is, heeft de snaar veel boventonen en klinkt hij helder. Naarmate de snaar ouder wordt, wordt de klank doffer. Dit komt doordat enerzijds de frets inkepingen in de snaar maken en dus de homogeniteit aantasten, en anderzijds door vuil uit vingers en stof. Het eerste zal niet ongedaan gemaakt kunnen worden en dus uiteindelijk het einde van de snaar inluiden. De vervuiling kan tegengegaan worden door de snaren na het spelen goed te reinigen. Ook zijn snaren te koop met een speciale coating waardoor ze langer meegaan.

### Effectapparatuur
Manipulatie van het geluid door middel van effectapparatuur is onder basgitaristen minder gangbaar dan onder gitaristen. Gebruikte baseffecten zijn effecten met invloed op
- oversturen, zoals overdrive, distortion en fuzz
- dynamiek, zoals compressor en limiter
- toonregeling, zoals equalizer, enhancer, octaver
- modulatie, zoals chorus, flanger,
- envelope filters zoals wah, autowah

Ook hier heeft het digitale tijdperk zijn intrede gedaan met multifunctionele pods en borden.
Een opmerkelijke evolutie was de komst in 2006 van de Line 6 Variax-serie basgitaren. Het signaal van een piëzo-opnemer per snaar wordt via digitale modelingtechniek omgezet naar de klank van het gekozen model basgitaar.
Piëzo-opnemers per snaar worden in sommige basgitaren optioneel aangeboden voor het aansturen van effectapparatuur en gitaarsynthesizers van Roland Corporation.

## Frequenties
Bij de westerse stemtoonhoogte van 440 Hz zijn de grondfrequenties van de afzonderlijke snaren:
E – 41,20 Hz
A – 55 Hz
D – 73,41 Hz
G – 98 Hz

## Bekende basgitaristen
- Jack Bruce
- Stanley Clarke
- John Entwistle
- Larry Graham
- Paul McCartney
- Jaco Pastorius
- Nicole Row
- Chris Squire
- Robbie Shakespeare
- Victor Wooten

## Basgitaarmerken
De meeste merken maken zowel elektrische gitaren als basgitaren.
- Alembic
- Ampeg
- Aria Pro II
- Aristides Instruments
- Bass Collection
- B.C. Rich
- Boekholt
- Brice
- Burns
- Caliber
- Carvin
- Collier
- Cort
- Danelectro
- Dean
- Dimavery
- Dingwall
- Egmond Gitaren
- Epiphone
- ESP
- Fame
- Fender
- Fernandes
- Fodera
- Framus
- G&L
- Gibson
- Godin
- Gretsch
- Guild
- Hagstrom
- Hamer
- Harmony
- Harley Benton
- Hohner
- Höfner
- Hot Wire Bass
- Ibanez
- Jaydee
- Jackson
- Kaman Music Corporation
- Ken Smith
- Kramer
- Kubicki
- Läkland
- Line 6 Variax
- Martin
- Mayones
- MTD
- Modulus Graphite
- Music Man
- OLP Guitars
- Ovation
- Overwater
- Peavey
- Pedulla
- Rickenbacker
- Richwood
- Rikkers
- Rocktile
- Roland
- SX
- Samick
- Sandberg
- Schecter
- Skylark
- Spector
- Stagg
- Status
- Squier
- Steinberger
- Tobias
- Travis Bean
- Tune
- Vester
- Vox
- Wal
- Warwick
- Washburn
- Waterstone
- Westone
- Welson
- Worp
- Yamaha
- Zemaitis
- Zon